# Aeroportul Samsun-Çarşamba
Aeroportul Samsun-Çarşamba (IATA: SZF, ICAO: LTFH) este un aeroport din Provincia Samsun, Turcia ce deservește zona Samsun. Aeroportul a fost tranzitat în 2022 de 1.228.398 de pasageri. A fost deschis în 1998 și numit după zona deservită.
Situat la o altitudine de 5 m, aeroportul dispune de 1 pistă.

## Infrastructură

### Piste
Aeroportul dispune de o singură pistă. Pista are orientarea 13/31. 